# عجايب يا زمن (فلم)
عجايب يا زمن هو فيلم مصري من إخراج حسن الإمام وبطولة هند رستم، يحيى شاهين، ميرفت أمين، حسن يوسف، صلاح قابيل ولبلبة، صدر الفيلم في 16 أكتوبر 1974.

## نبذة
يعيش تاجر الحبوب حمدي مع ولديه محمود وحسين وابنة أخيه وفاء، يفرق الأب في المعاملة بين محمود وحسين، على أساس أن حسين غير شقيق لمحمود وأن أمه كانت ذات ماضى مشين، في إحدى جولات حسين يكتشف أن أمه سميحة ما هي إلا فوزية رشدي الراقصة، يعرف الحقيقة أيضًا من الأب، يذهب لمقابلة أمه التي تنكره في البداية. ينشب حريق في مطحن والده، يلجأ حسين في الحصول على المال إلى والدته الراقصة من أجل سداد بعض ديون المطحنة.

## طاقم العمل
- هند رستم بدور سميحه / فوزية رشدى
- يحيى شاهين بدور أحمد عاصم
- ميرفت أمين بدور وفاء
- حسن يوسف بدور حسين
- صلاح قابيل بدور محمود
- لبلبة بدور زيزي
- حياة قنديل بدور هدى
- سيد زيان بدور بهجت
- خيرية أحمد بدور مدام فلة
- زيزي فريد